# Stichting Lezen & Schrijven
Stichting Lezen & Schrijven ist eine Stiftung mit Sitz in Den Haag und geht auf die Initiative von Laurentien Brinkhorst zurück. Die Gründung erfolgte  2004. Zweck ist die Förderung der Alphabetisierung und Lesekompetenz in den Niederlanden und international.

## Zweck
In den Niederlanden leben ungefähr 1,5 Millionen Menschen, die mit dem Lesen und Schreiben Mühe haben. Die Stiftung will auf dieses Problem aufmerksam machen und zu einer Lösung beitragen. Die Stiftung veranstaltet jährlich eine Woche der Alphabetisierung (Week van de Alfabetisering) in den Niederlanden.